# بریانا براون
 بریانا براون (انگلیسی: Brianna Brown؛ زادهٔ ۲ اکتبر ۱۹۷۹) یک هنرپیشه اهل ایالات متحده آمریکا است. وی از سال ۱۹۹۹ میلادی تاکنون مشغول فعالیت بوده‌است.
از فیلم‌های معروف او می‌توان به بازی در مجموعه تلویزیونی خدمتکاران حیله‌گر و نشنال لمپون آدام و ایو اشاره کرد.